# Kriegstagebuch
Ein Kriegstagebuch (KTB) ist seit Mitte des 19. Jahrhunderts eine offiziell oder inoffiziell geführte Aufzeichnung über die Ereignisse verschiedener Tage innerhalb eines Krieges.

## Geschichtliche Entwicklung
Als ältestes deutschsprachiges Kriegstagebuch gilt das Skizzenbuch des sächsischen Söldners und Brückenbaumeisters Paul Dolnstein, der um 1500 auf dänischer Seite am Dänisch-Schwedischen Krieg (1501–1512) teilgenommen hatte. Es enthält neben 19 Federzeichnungen auch Berichte über seine Erlebnisse als Landsknecht. Seit der Herausbildung stehender Heere in den deutschen Staaten im 17. Jahrhundert war es üblich, Parolebücher zu führen, in denen zum Dienstgebrauch neben der Tagesparole die Befehle verschiedener Kommandoebenen festgehalten wurden. Mitunter führten einzelne Offiziere, häufig Adjutanten, aus eigener Initiative oder im Auftrag ihrer unmittelbaren Vorgesetzten über die militärischen Ereignisse, an denen ihre Einheiten oder Truppenteile beteiligt waren, Tagebücher.
Am 22. April 1850 erließ der preußische Kriegsminister die Bestimmung über die von den höheren Truppen-Befehlshabern und selbstständigen Truppentheilen im Kriege zu führenden Tagebücher. Seit dieser Zeit hatten vom Tage der Mobilmachung an alle Kommandobehörden, Truppenteile und selbstständige Einheiten und Dienststellen tageweise ein Kriegstagebuch zu führen. Einzutragen waren alle wesentlichen militärischen Handlungen, Standortveränderungen, wichtige Meldungen und Befehle, personelle und materielle Verluste, Zuführungen usw. Besondere Bedeutung hatten die Anlagen zum Kriegstagebuch. Sie enthielten zunächst vor allem Berichte über Gefechtshandlungen, Vorpostenaufstellungen u. ä., später auch die verschiedensten Tätigkeitsberichte, Aufstellungen, Karten und Skizzen. Diese Handhabung blieb bei allen modifizierenden Bestimmungen über die Führung von Kriegstagebüchern (17. August 1870, 18. Juni 1895, 19. Juni 1916, 23. April 1940) im Wesentlichen unverändert.
War im 19. Jahrhundert die Art der Darstellung im Kriegstagebuch noch weitgehend freigestellt, so bildeten sich im Laufe der Zeit, teilweise in Manövern geübt, bindende Formen heraus.
Im Zweiten Weltkrieg umfasste das Kriegstagebuch mit seinen Anlagen das wesentliche Schriftgut der betreffenden Kommandobehörde und ihrer Stäbe (z. B. des Wehrmachtführungsstabes), der Truppenteile usw. und spiegelte ihre Tätigkeit teilweise bis ins Detail wider. Das Oberkommando des Heeres erließ im Zweiten Weltkrieg Bestimmungen zur Führung von Kriegstagebüchern und Tätigkeitsberichten, in denen detailliert beschrieben war, wer bestimmte Eintragungen in welchem Maße auszuführen hatte. Die Kriegstagebücher des OKW wurden von 1940 bis 1945 von der Abteilung Landesverteidigung im Wehrmachtführungsstab geführt. Schriftführer des KTB/OKW waren Helmuth Greiner (bis 1943) und Percy Ernst Schramm.
Das Führen von Kriegstagebüchern wurde in Deutschland seit den Einigungskriegen, wo sie zur Pflicht wurden, als schwere Last empfunden, sogar als überflüssig angesehen. Im Ersten Weltkrieg war es eine Angelegenheit der oft von Ereignissen abgesetzten Schreibstuben und erfolgte häufig in großem zeitlichen Abstand. So ist das KTB des Armeeoberkommandos 8 erst drei Monate nach der Tannenbergschlacht zusammengestellt worden. Ein scheinbar täglich geführtes KTB kann eine gefährliche Täuschung für den Forscher sein. Im Zweiten Weltkrieg verhielt es sich ähnlich, da bei der Wehrmacht der Erforschung des Kriegstagebuchwesens und den dabei auftretenden Schäden, keine Aufmerksamkeit geschenkt wurde. Lediglich die Marine bemühte sich um detaillierte Vorschriften.

## Offizielle Kriegstagebücher nach heutiger Praxis
Offizielle Kriegstagebücher sind heute schriftliche Nachweise über die Tätigkeiten und Maßnahmen von Kommandos, Behörden und Dienststellen im Krieg (bei besonderen Anlässen auch in Zeiten des Friedens). Sie dienen dem Sammeln und der Auswertung von Erfahrungen.
Ein offizielles Kriegstagebuch besteht aus mehreren Bänden, wobei ein Band je ein Jahresquartal umfängt.
Neben einem Organisationsplan sind auch eine ausführliche Darstellung der Ereignisse in Bericht- oder Notizform mit Tätigkeits- und Lageberichten, sowie entsprechende Anlagen (z. B. Lagekarten mit genauen Zeitangaben, Berichte über besondere Vorkommnisse, Kriegsranglisten, Verlustlisten, Rundbriefe usw.) im Kriegstagebuch enthalten.
Als Alternative zum Kriegstagebuch können sogenannte Tätigkeitsberichte verfasst werden.
Bei der Bundeswehr wird das Kriegstagebuch von besonders ausgebildeten Soldaten geführt, die dafür einen Lehrgang besuchen. Gewöhnlich ist der Kriegstagebuchführer nebenamtlich, die Aufgabe gehört fest zu einer Stellenbeschreibung, z. B. S3-Feldwebel in einem Bataillon.

## Inoffizielle Kriegstagebücher
Inoffizielle Kriegstagebücher sind Aufzeichnungen privater Personen (meist Soldaten) über ihre täglichen Erfahrungen und Erlebnisse während eines Krieges. Hierbei gibt es für den Aufbau und Inhalt des Tagebuches für die schreibende Person keine Reglementierungen.
Als frühes (1625 bis 1649), aber spät entdecktes (1988) Beispiel kann man die privaten Kriegsaufzeichnungen des Söldners Peter Hagendorf bezeichnen, dessen persönliches Tagebuch aus der Zeit des Dreißigjährigen Kriegs sowohl im handschriftlichen Original erhalten ist, als auch in kommentierter Transkription mehrfach herausgebracht wurde.
In vielen Fällen war es unautorisierten Personen aus Geheimhaltungsgründen streng verboten, private Tagebuchnotizen anzufertigen, aus denen über den Ablauf militärischer Handlungen geschlossen werden konnte.
Bereits während des Ersten Weltkrieges und dann in der Weimarer Republik sind Kriegstagebücher publiziert worden. Am bekanntesten und immer wieder neu aufgelegt ist Ernst Jüngers In Stahlgewittern. Auch aus jüngster Zeit gibt es Neuerscheinungen, wie z. B.
- Karl Ludwig Hampe: Kriegstagebuch 1914–1919, München 2004.
- Peter Fischer: Heute habe ich satt bis an den Hals – Das Kriegstagebuch des Edesheimer Winzers Adam Bourdy, Ludwigshafen 2006.
- Uwe Deißler: Randnotizen – Hundert Mann und ein Befehl. Als Berufssoldat in Afghanistan, als Mensch in der Heimat – Ein Tagebuch zweier Welten, Isny 2008.
- Dr. Heinz Kolz: Heimatschuss – Tagebuch des jungen Infanteriesoldaten Albert Kolz, Bad Kreuznach 2016, ISBN 978-3-945676-23-3

## Archive und Sammlungen
Viele der noch erhalten gebliebenen Kriegstagebücher des Zweiten Weltkrieges sind im Bundesarchiv-Militärarchiv (BArch-MA) in Freiburg im Breisgau archiviert. Außerdem finden sich im Bestand der Deutschen Nationalbibliothek (DNB) ebenfalls zahlreiche Publikationen von Kriegstagebüchern. Sie sind bedeutende Quellen der militärwissenschaftlichen und militärgeschichtlichen Arbeit.
Einige Kriegstagebücher des Ersten und Zweiten Weltkrieges sind in Archiven in Russland erhalten geblieben, nachdem sie nach Ende des Zweiten Weltkrieges als Kriegstrophäen dorthin verbracht worden sind. Diese sind zum Großteil mittlerweile digital auf der Seite des „Deutsch-Russischen Projekts zur Digitalisierung Deutscher Dokumente in Archiven der Russischen Föderation“ für den Ersten Weltkrieg zu finden; Kriegstagebücher des Zweiten Weltkrieges sind in einer Vielzahl von Archiv-Einheiten verstreut.
Einige der jetzt im Bundesarchiv vorliegenden Kriegstagebücher sind nach dem Zweiten Weltkrieg in die USA transportiert worden, und dort auf Mikrofilm aufgenommen worden. Die Originale sind zwar mittlerweile an das Bundesarchiv zurückgegeben worden, der Microfilm ist aber gescannt und auf Seiten der National Archives zu finden. Einen Teil dieser Digitalisate findet sich in der Sammlung T314 und T315.